# Unpop art
UnPop Art è un movimento artistico contemporaneo che si contrappone alla Pop art.

## Definizione
Formato da un gruppo di artisti, quali Boyd Rice, Jim Goad, Shaun Partridge, Lorin Partridge e Nick Bougas, al contrario della Pop art, che trae ispirazione dai soggetti popolari, l'UnPop Art la trae da soggetti comunemente impopolari e/o kitsch, talmente kitsch da diventare arte. Il movimento è stato spesso accusato di razzismo e discriminazione; il cardine di tale corrente è, comunque, la provocazione, spesso apolitica, nonostante i continui riferimenti politici e satirici.